# Stefania Zambelli
Stefania Zambelli (ur. 6 kwietnia 1971 w Salò) – włoska polityk i samorządowiec, posłanka do Parlamentu Europejskiego IX kadencji.

## Życiorys
Kształciła się w instytucie edukacyjnym I.S.S. „Primo Levi” w Sarezzo. Od 1995 pracowała w branży handlowej, później jako pracownik administracyjny w różnych instytucjach. W 2004 dołączyła do Ligi Północnej, rok później została przewodniczącą partii w Salò. Od 2009 do 2014 pełniła funkcję wiceburmistrza tej miejscowości.
W wyborach w 2019 uzyskała mandat deputowanej do Parlamentu Europejskiego IX kadencji. W 2023 dołączyła do partii Forza Italia.